# Igor Zolotarev
Igor Zolotarev (* 1. ledna 1954 Chotyn, Ukrajina) je matematik, termomechanik a autor prací z oboru. Také je předseda občanského sdružení Ruská tradice, ředitelem stejnojmenného nakladatelství, šéfredaktorem rusky psaného časopisu „Russkoje slovo“, členem Výboru pro národnostní menšiny Zastupitelstva Hlavního města Prahy a členem Výboru pro dotační politiku Rady vlády pro národnostní menšiny.

## Život
Narodil se v Chotyni na Ukrajině. Otec byl Rus, matka Ukrajinka. Od 70. let 20. století žije v Česku, kam se přiženil. Je pracovníkem Ústavu termomechaniky Akademie věd České republiky.